# Félicien Kabundi
Félicien Tshamalenga Kabundi (ur. 15 maja 1980) – piłkarz z Demokratycznej Republiki Konga grający na pozycji obrońcy.

## Kariera klubowa
Karierę piłkarską Kabundi rozpoczął w klubie FC Saint Eloi Lupopo z miasta Lubumbashi. W 2000 roku zadebiutował w jego barwach w pierwszej lidze Demokratycznej Republiki Konga. W 2002 roku osiągnął pierwszy sukces w karierze, gdy wywalczył mistrzostwo kraju. W 2004 roku Kabundi odszedł do AS Vita Club, ale w 2005 roku wrócił Saint Eloi Lupopo. Następnie grał w TP Mazembe, również z miasta Lubumbashi. W 2006 i 2007 roku po raz drugi i trzeci w karierze został mistrzem ligi. W 2008 roku znów grał w FC Saint Eloi Lupopo, a w 2009 ponownie został piłkarzem Mazembe. W tym samym roku wywalczył z nim tytuł mistrzowski oraz wygrał Afrykańską Ligę Mistrzów (1:2 i 1:0 w finale z Heartland FC).
W 2009 roku Kabundi został zawodnikiem sudańskiego Al-Hilal Omdurman.

## Kariera reprezentacyjna
W reprezentacji Demokratycznej Republiki Konga Kabundi zadebiutował w 2004 roku. W 2006 roku rozegrał 3 spotkania w Pucharze Narodów Afryki 2006: z Togo (2:0), z Angolą (0:0) i z Kamerunem (0:2).